# Quyền LGBT ở Colombia
Quyền đồng tính nữ, đồng tính nam, song tính và chuyển giới ở Colombia là một trong những quyền tốt nhất ở Mỹ Latinh, và đã tiến triển đáng kể kể từ khi hoạt động đồng tính luyến ái được hợp pháp hóa vào năm 1981 với việc sửa đổi Bộ luật hình sự, làm cho nó được sửa đổi vào năm 1981 một trong những quốc gia tiên tiến nhất của Mỹ Latinh liên quan đến pháp luật về quyền LGBT. Từ tháng 2 năm 2007 đến tháng 4 năm 2008, ba phán quyết của Tòa án hiến pháp đã cấp cho các cặp đồng giới đã đăng ký cùng lương hưu, an sinh xã hội và quyền sở hữu như các cặp vợ chồng dị tính đã đăng ký. Năm 2011, Quốc hội đã thông qua luật cấm phân biệt đối xử dựa trên xu hướng tính dục. Vào ngày 28 tháng 4 năm 2016, Tòa án Hiến pháp đã hợp pháp hóa hôn nhân đồng giới.
Mặc dù có những tiến bộ gần đây về quyền LGBT, các báo cáo về sự phân biệt đối xử với các thành viên của cộng đồng LGBT vẫn còn phổ biến. Một báo cáo 109 người LGBT đã bị sát hại ở Colombia vào năm 2017 và 108 vào năm 2016, mặc dù tỷ lệ giết người nói chung giảm.

## Điều kiện xã hội
Theo một báo cáo trên Washington Post, Bogotá và Medellín có một khu phố đồng tính thịnh vượng, các quán bar có khách quen là đồng tính nam và một trung tâm cung cấp tư vấn và tư vấn pháp lý cho các thành viên của cộng đồng LGBT. Các chính trị gia địa phương, trong đó có cựu Thị trưởng Luis Eduardo Garzón và các thành viên nổi bật của Quốc hội như Thượng nghị sĩ Armando Benedetti, đã ủng hộ nỗ lực trao thêm quyền cho các cặp đồng giới. Cựu Tổng thống Juan Manuel Santos và Chính phủ của ông đã thể hiện sự ủng hộ đối với quyền LGBT, có hai bộ trưởng đồng tính công khai. Ngoài ra, các phương tiện truyền thông chính thống có phạm vi bảo hiểm toàn diện của cộng đồng LGBT. Trong vài năm gần đây, các nhân vật đồng tính xuất hiện ngày càng nhiều chương trình truyền hình và vở kịch xà phòng, đặc biệt là một cảnh tình yêu đồng tính trong vở kịch xà phòng thời kỳ đầu tiên Dr Mata và một cảnh đồng tính nữ trong loạt phim A Corazon Abierto. Bất chấp sự ủng hộ từ giới truyền thông, Chính phủ, một số chính trị gia, thay đổi luật pháp trao quyền bình đẳng cho người đồng tính và người chuyển giới và một cuộc tranh luận cởi mở hơn về quyền LGBT, xã hội Colombia vẫn bảo thủ về vấn đề này.
Mặc dù hầu hết người Colombia phản đối hôn nhân đồng giới theo các cuộc thăm dò gần đây, ngày càng có nhiều người thoải mái công khai xác định là LGBT, được chứng minh bằng sự xuất hiện của các ấn phẩm trực tuyến mới đối mặt OutinColombia.com và egoCity Magazine.
Vào tháng 5 năm 2015, PlanetRomeo, một mạng xã hội LGBT, đã công bố Chỉ số Hạnh phúc Đồng tính đầu tiên (GHI). Những người đồng tính nam từ hơn 120 quốc gia được hỏi về cách họ cảm nhận về xã hội Quan điểm về đồng tính luyến ái, họ trải nghiệm cách họ đối xử với người khác và họ hài lòng với cuộc sống của họ như thế nào. Colombia được xếp hạng 38 với số điểm GHI là 51.
Một cuộc thăm dò mới được thực hiện từ tháng 11 đến tháng 12 năm 2016 cho thấy sự ủng hộ cho hôn nhân đồng giới là 37%, trong khi 59% phản đối. Ủng hộ cho con nuôi đồng giới chỉ là 22%, trong khi 76% phản đối. Một cuộc thăm dò khác năm 2016 cho thấy sự ủng hộ cho hôn nhân đồng giới ở mức 40% và 57% phản đối. Một cuộc thăm dò năm 2018 cho thấy 46% người Colombia ủng hộ hôn nhân đồng giới, trong khi 52% phản đối điều đó.

## Bảng tóm tắt
| Hoạt động tình dục đồng giới hợp pháp                                                                                       | (Từ năm 1981)                                         |
| Độ tuổi đồng ý | Yes                                                   |
| Luật chống phân biệt đối xử chỉ trong việc làm                                                                              | (Từ năm 2011)                                         |
| Luật chống phân biệt đối xử trong việc cung cấp hàng hóa và dịch vụ                                                         | (Từ năm 2011)                                         |
| Luật chống phân biệt đối xử trong tất cả các lĩnh vực khác (bao gồm phân biệt đối xử gián tiếp, ngôn từ kích động thù địch) | (Từ năm 2011)                                         |
| Quyền bày tỏ tình cảm nơi công cộng                                                                                         | (Được bảo vệ bởi một phán quyết của Tòa án Hiến pháp) |
| Hôn nhân đồng giới | (Từ năm 2016)                                         |
| Công nhận các cặp đồng giới                                                                                                 | (Từ năm 2007)                                         |
| Công nhận hôn nhân đồng giới từ nước ngoài                                                                                  | (Từ năm 2016)                                         |
| Con nuôi của các cặp vợ chồng đồng giới                                                                                     | (Từ năm 2014)                                         |
| Con nuôi chung của các cặp đồng giới                                                                                        | (Từ năm 2015)                                         |
| Nhận nuôi bởi những người LGBT                                                                                              | (Từ năm 2012)                                         |
| Làm cha mẹ tự động cho cả hai vợ chồng sau khi sinh                                                                         | (Từ năm 2015)                                         |
| Người LGB được phép phục vụ công khai trong quân đội                                                                        | (Từ năm 1999)                                         |
| Người chuyển giới được phép phục vụ công khai trong quân đội                                                                | (Từ năm 2015)                                         |
| "Trung lập" hoặc không gian trống về giới tính trong giấy khai sinh                                                         | (Từ năm 2015)                                         |
| Quyền thay đổi giới tính hợp pháp                                                                                           | Yes                                                   |
| Quyền thay đổi giới tính hợp pháp mà không cần đánh giá tâm thần hoặc thể chất                                              | (Từ năm 2015)                                         |
| Liệu pháp chuyển đổi bị cấm ở trẻ vị thành niên                                                                             | No                                                    |
| Truy cập IVF cho đồng tính nữ                                                                                               | Yes                                                   |
| Mang thai hộ thương mại cho các cặp đồng tính nam                                                                           | [ 6 ]                                                 |
| NQHN được phép hiến máu | (Từ năm 2012)                                         |